# Превлоцкий, Владимир Александрович
Превлоцкий Владимир Александрович (1817 — ?) — российский государственный деятель, плоцкий губернатор, действительный статский советник.

## Биография
Окончил юридический факультет Киевского университета Святого Владимира.
С 1839 г. — столоначальник Дубенской комиссариатской комиссии.
С 1843 г. — служил в 3-м департаменте государственных имуществ столоначальником.
С 1852 г. — советник хозяйственного отделения Харьковской палаты государственных имуществ.
С 1859 г. — в отставке.
Вновь на службе с 1860 г., в комиссии о государственных и уездных учреждениях Министерства внутренних дел.
С 1863 г. — заведующий делопроизводством комиссии по политическим делам.
С 7 февраля 1864 г. — олонецкий вице-губернатор..
С 1 января 1867 г. — петроковский вице-губернатор.
С 4 февраля 1872 г. по 29 марта 1874 г. — плоцкий губернатор.

## Награды
- Орден Святой Анны 2 степени
- Светло-бронзовая медаль на Андреевской ленте в память войны 1853—1856 гг.

## Семья
Женат на купеческой дочери Ольге Хлебниковой, дети Николай (1850-?), Александр (1857-?), Павел (1859-?), Виктор (1864-1867), Лидия (1868), Наталья (1868-?).